# VSD (magazine)
Pour l’article homonyme, voir VSD.
VSD (sigle de « vendredi-samedi-dimanche », puis de « voir - savoir - découvrir ») est un magazine généraliste d'actualité et de loisirs. Hebdomadaire à l'origine, il devient mensuel en 2018 et paraît le dernier jeudi de chaque mois. Il est répertorié par l'OJD dans la catégorie « actualité générale », et par le site journaux.fr dans la catégorie « people ».

## Historique
Le titre a été lancé le 9 septembre 1977 par Maurice Siegel, ex-directeur d'Europe 1. Il a connu son heure de gloire dans les années 1980 en faisant la part belle au photojournalisme, aux paparazzi, aux enquêtes musclées et aux modèles féminins légèrement vêtus, mais aussi aux sports mécaniques. VSD a notamment couvert le rallye Paris-Dakar. À cette époque, l'hebdomadaire atteint les 400 000 exemplaires et ses principaux concurrents sont Paris Match et Newlook.
Après la mort de Maurice Siegel en 1985, le magazine est repris par ses fils, François et Jean-Dominique.
En août 1995, VSD dépose le bilan. Le 28 février 1996, le tribunal donne la préférence au rachat du titre au groupe Prisma Presse — qui met 200 millions de francs sur la table —, suivant en cela les vœux des salariés de VSD qui s'étaient prononcés une semaine auparavant. En juin 1996, Prisma Presse tente une relance de l'hebdomadaire avec une nouvelle formule et un prix de vente en baisse de quinze à dix francs.
En septembre 2014, Marc Dolisi remplace Hedi Dahmani à la rédaction en chef du magazine.
En juin 2018, Prisma Presse cède — pour un euro symbolique — le titre à Georges Ghosn, ancien propriétaire de plusieurs journaux dont France-Soir,. Le projet, qui prévoit un passage à une publication mensuelle, est dénoncé par une partie de la rédaction. En difficulté financière, la société est placée en redressement judiciaire le 5 août 2019. Georges Ghosn est en conflit avec Prisma Presse sur les conditions de la cession du titre, dénonçant « beaucoup d'irrégularités » et « un trou de trésorerie » dont il estime ne pas être responsable. Le dirigeant menace le groupe d'une action judiciaire. En février 2020, Entreprendre (groupe Robert Lafont) prend 49 % du capital de la société, tandis que Georges Ghosn garde le contrôle du magazine. VSD sort finalement de redressement en avril 2021, après que le tribunal de commerce de Paris a entériné son plan de redressement,.
Début février 2023, VSD est placé en liquidation judiciaire par le tribunal de commerce de Paris. Cette injonction est assortie d'une poursuite de l'activité pendant au moins deux mois. Malgré un passif cumulé de plus de 3,9 millions d'euros, Georges Ghosn dispose d'un délai de la part du tribunal pour soumettre une offre de reprise en compagnie de certains membres de la rédaction. En 2023, le magazine emploie huit salariés et une dizaine de pigistes. VSD compte 10 000 abonnés et fait imprimer 35 000 exemplaires par numéro.
Le titre est racheté le 18 avril 2023 par le groupe Heroes Media, dirigé par Philippe Abreu.

## Activité, rentabilité, effectif
|                                           | 2012   | 2013 | 2014   | 2015   | 2016    | 2017    | 2018    |
| ----------------------------------------- | ------ | ---- | ------ | ------ | ------- | ------- | ------- |
| Chiffre d'affaires en milliers d'euros    | 18 940 | nc   | 16 536 | 15 857 | 14 852  | 12 904  | 6 430   |
| Résultat net en milliers d'euros (pertes) | - 482  | nc   | - 486  | - 509  | - 1 720 | - 2 567 | - 1 720 |
| Effectif moyen annuel déclaré             | 36     | nc   | 32     | 35     | 37      | 36      | nc      |

## Identité visuelle (logo)
Le journal a connu cinq logos différents, et a changé cinq fois d'identité visuelle (le deuxième logo ayant été réutilisé après l'expérimentation du troisième entre 2009 et 2010).

Logo de VSD de 2005 à 2009, puis d'août 2010 à août 2015.
Logo de 2009 à août 2010.

## Diffusion
Ci-dessous, la diffusion payée en France de VSD, selon l'Alliance pour les chiffres de la presse et des médias.
| Titre | 2010    | 2011    | 2012    | 2013    | 2014    | 2015    | 2016    | 2017   |
| ----- | ------- | ------- | ------- | ------- | ------- | ------- | ------- | ------ |
| VSD   | 139 998 | 139 058 | 129 810 | 112 475 | 112 342 | 107 183 | 101 551 | 81 689 |

## Polémiques
À l'été 1995, VSD alimente la polémique autour d'un film de l'ufologue Ray Santilli prétendant démontrer l'existence de l'extraterrestre de Roswell. Le magazine relaie des images du film — dont le réalisateur finira par reconnaître qu'elles étaient truquées,.
En mai 2019, le tribunal de grande instance de Lyon condamne VSD pour avoir diffusé la photo d'une victime du Bataclan agonisant sur une civière. Le magazine doit verser 24 000 euros de dommages et intérêts aux proches de la victime concernée,.
En janvier 2021, le tribunal judiciaire de Paris condamne le magazine pour injure publique. Son directeur de publication, Georges Ghosn, avait comparé les syndicats de la SNCF à Daesh, assimilant les grèves aux prises d'otages de femmes et d'enfants du groupe terroriste. Georges Ghosn doit verser un euro symbolique à la compagnie ferroviaire « en réparation de son préjudice moral », ainsi que la somme de 2 000 euros au titre des frais de justice. Ce jugement a été infirmé dans sa totalité par arrêt de la Cour d'Appel de Paris le 23 février 2022. [réf. souhaitée]